# Craugastor fecundus
Craugastor fecundus är en groddjursart som först beskrevs av James R. McCranie och Wilson 1997.  Craugastor fecundus ingår i släktet Craugastor och familjen Craugastoridae. IUCN kategoriserar arten globalt som akut hotad. Inga underarter finns listade i Catalogue of Life.